# Константиновка (Романовский район)
Константиновка (укр. Костянтинівка) — село на Украине, основано в 1620 году, находится в Романовском районе Житомирской области.
Население по переписи 2001 года составляет 217 человек. Почтовый индекс — 13010. Телефонный код — 4146. Занимает площадь 92,9 км².

## Адрес местного совета
13010, Житомирская область, Романовский р-н, с.Прутовка, ул.Центральная, 4